# Anconia
Anconia is een geslacht van rechtvleugeligen uit de familie veldsprinkhanen (Acrididae). De wetenschappelijke naam van dit geslacht is voor het eerst geldig gepubliceerd in 1876 door Scudder.

## Soorten
Het geslacht Anconia omvat de volgende soorten:
- Anconia hebardi Rehn, 1919
- Anconia integra Scudder, 1876